# Democràcia Progressista Gallega
Democràcia Progressista Gallega (DPG) és un partit polític gallec de centredreta autonomista que es va presentar a les eleccions al Parlament de Galícia de 2001. Agrupava els antics partits Democràcia Gallega, Coalició Gallega i el grup Progressistes Viguesos de l'ex-alcalde de Vigo Manoel Soto. Els eu candidat electoral fou Enrique Marfany, president de la Diputació de la Corunya per UCD entre 1979 i 1986, i posteriorment senador. que va presentar amb la fracassada Coalició Progressista Gallega i el 1994 amb Democràcia Galega. Va obtenir el 0,45% dels vots.